# South Stream (Antarktika)
Koordinaten: 77° 27′ S, 163° 44′ O
Der South Stream (englisch für Südstrom) ist ein Schmelzwasserfluss an der Scott-Küste des ostantarktischen Viktorialands. Er entspringt 3 km südwestlich des Marble Point von der Front des Wilson-Piedmont-Gletschers und fließt südwärts zur Bernacchi-Bucht.
Der US-amerikanische Geologe Robert Leslie Nichols (1904–1995) untersuchte ihn im Auftrag der United States Navy zwischen 1957 und 1958. Nichols benannte ihn so, weil er südlich einiger damals von der Navy errichteter Anlagen befindet.